# St. Margareta (Eimersdorf)

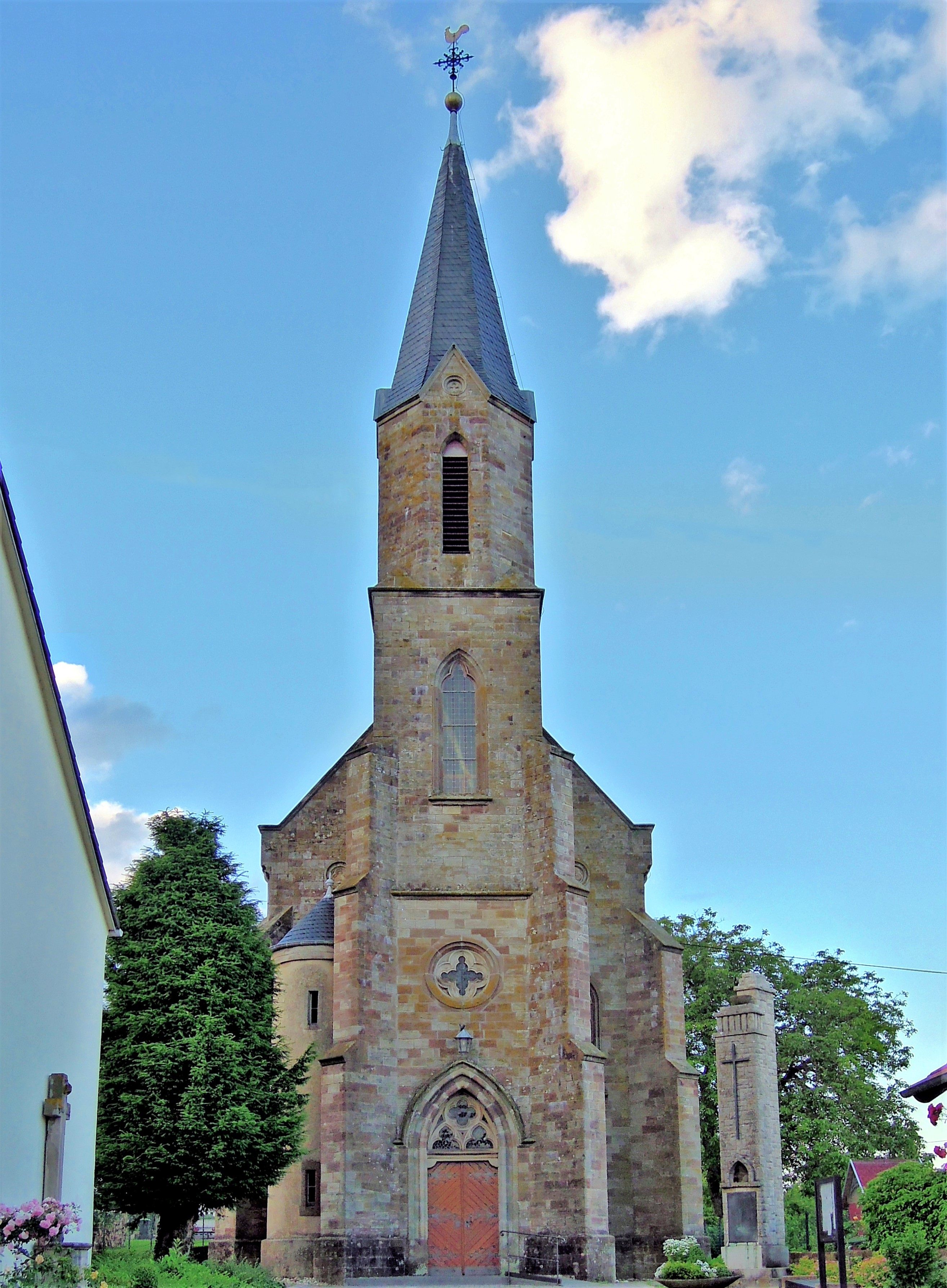
Die katholische Kirche St. Margareta in Eimersdorf

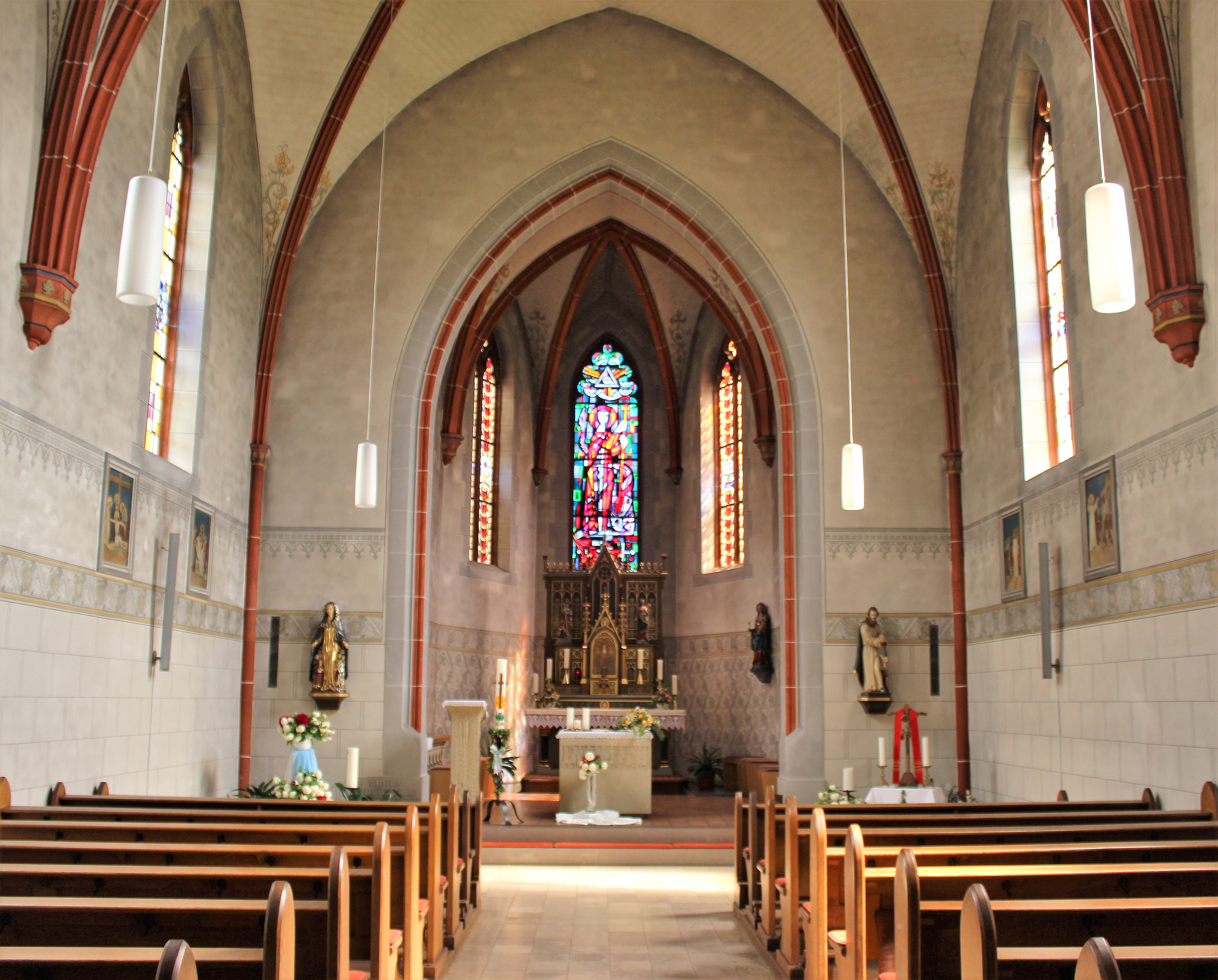
Innenansicht

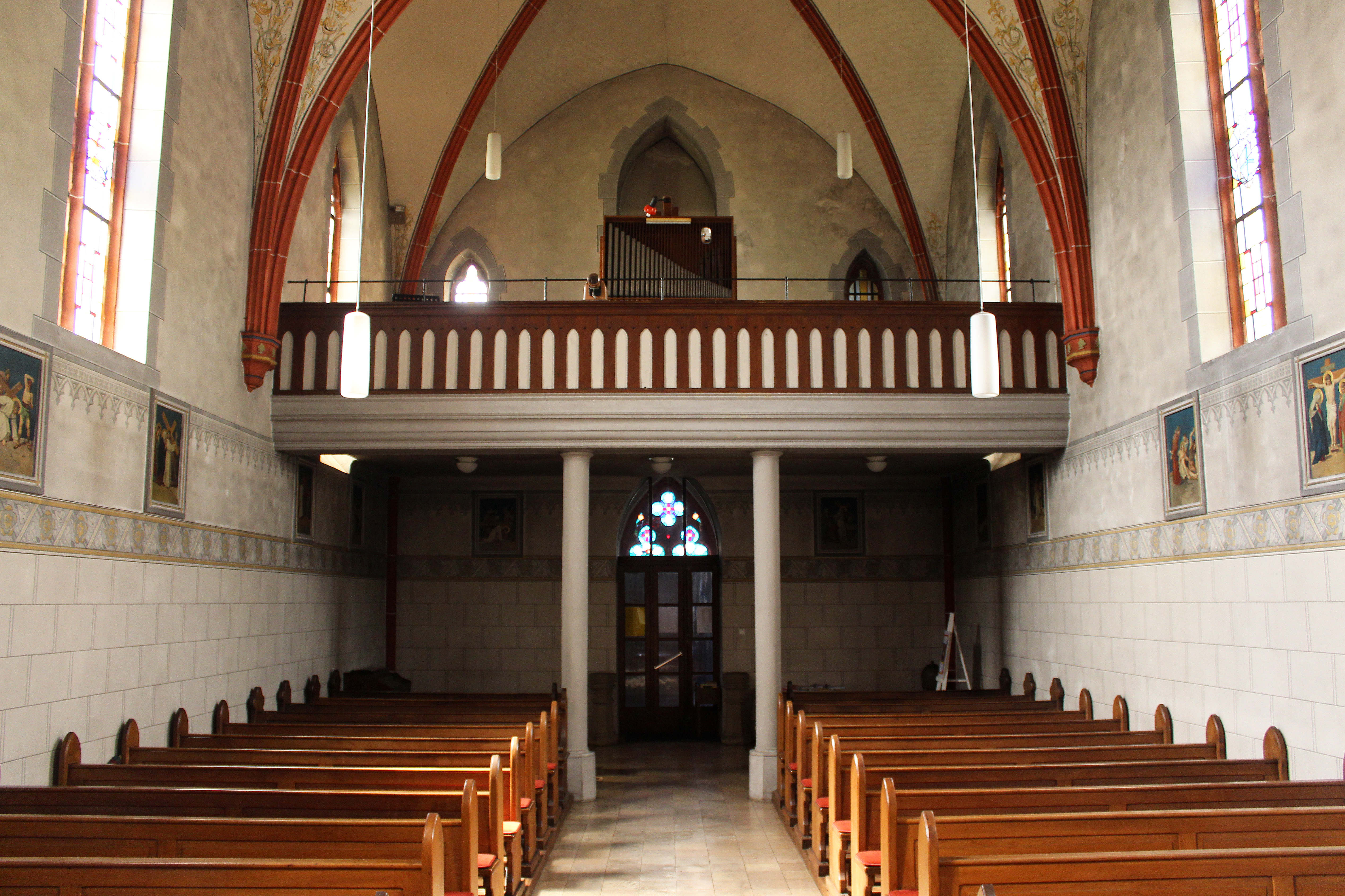
Empore

St. Margareta ist eine der heiligen Margareta von Antiochia gewidmete römisch-katholische Kirche in Eimersdorf, einem Ortsteil der saarländischen Großgemeinde Rehlingen-Siersburg im Landkreis Saarlouis. In der Denkmalliste des Saarlandes ist die Kirche als Einzeldenkmal aufgeführt.

## Geschichte

### Erste Kapelle
Bevor die heutige Kirche erbaut wurde, verfügte Eimersdorf über eine Kapelle, die bereits vor dem Dreißigjährigen Krieg (1618–1648) entstanden sein muss. Während des Krieges wurde sie wahrscheinlich teilweise zerstört und in den Jahren 1680 bis 1688 wieder aufgebaut. Im Jahr 1696 erfolgte die Einweihung der Kapelle. Aus dieser Zeit, nämlich aus dem Jahr 1680, stammte auch ein Visitationsprotokoll aus dem hervorging, dass Eimersdorf zur Pfarrei Fremersdorf gehörte. Zuvor war Eimersdorf wohl der Pfarrei Gerlfangen zugeordnet. Im Jahr 1716 wurde die Kapelle, die sich in der heutigen Kapellenstraße befand, der heiligen Margareta geweiht. 

### Neubauplanungen
Gegen Ende des 19. Jahrhunderts begannen die Planungen für den Bau einer neuen Kapelle. Am 29. Dezember 1889 erfolgte die Gründung eines Kapellen-Baufonds-Vereins. Die Eheleute Schnubel-Wiesen stellten einen Bauplatz zur Verfügung, der sich jedoch als ungeeignet erwies. Einen neuen Bauplatz erhielt man schließlich im Jahr 1891 als Geschenk von den Eheleuten Petry-Clessienne anlässlich ihrer Goldenen Hochzeit. Am 13. Juli 1891 wurde die Schenkung notariell bestätigt. Im selben Jahr bat man beim Bischöflichen Generalvikariat Trier um die Genehmigung für den Neubau. Diese Genehmigung wurde erst im Jahr 1893 erteilt. An der Erstellung der Baupläne war der Trierer Dombaumeister Julius Wirtz beteiligt. Der Kostenvoranschlag betrug 17.000 Mark. Die Bauvergabe erfolgte dann im Jahr 1899.

### Neogotischer Neubau
Die Grundsteinlegung fand am 3. April 1899 (Ostermontag) statt. Der Grundstein an der Chorwand trägt die lateinische Inschrift "LAPIS ANGULARIS POSITUS F. II. PASCHATIS A.D. MDCCCIC" (Übersetzung: "Der Grundstein wurde am zweiten Ostertag des Jahres des Herrn 1899 gelegt"). Als Oberbauleiter fungierte der Oberlimberger Architekt Zenner, als ausführender Baumeister der Bauunternehmer Adam aus Mechern. Nach einjähriger Bauzeit konnte am 21. Mai 1900 die Einweihung des fertiggestellten Sakralbaus durch den damaligen Trierer Bischof Michael Felix Korum vorgenommen werden.
Am 7. November 1941 wurde die Expositur zur heiligen Margareta in der Fremersdorfer Filiale eingerichtet.
In den schweren Kämpfen des Zweiten Weltkrieges wurde das Turmobergeschoss zerstört. In den Jahren 1945 bis 1955 erfolgte der Wiederaufbau des Gotteshauses, das nun Kirche der Expositur Eimersdorf war. Die Pfarrei St. Nikolaus in Rehlingen übernahm im Jahr 1978 die kirchliche Verwaltung von Fremersdorf und Eimersdorf. Im Mai 1983 erfolgte dann die Zuordnung von Eimersdorf zur Pfarrei St. Martin in Siersburg.
Per Dekret wurde die Expositur Eimersdorf am 18. September 2007 aufgehoben.

## Architektur

### Äußeres
Die Eimersdorfer Kirche ist ein kleiner dreiachsiger Saalbau mit eingezogenem Chor, einem Chorjoch und einem dreiseitigen Schluss. Sie wurde in den Formen der Neogotik errichtet. Der Westturm wurde vor dem Schiff positioniert. Das schlanke Turmfreigeschoss ist zurückgesetzt und oktogonal ausgeformt. Die Strebepfeiler haben an der Front der Kirche steinsichtige Quader und verzahnen sich mit den verputzten Wandteilen. Diese Eckquaderung wird am Turm auch oberhalb der Strebepfeiler weitergeführt. Die Spitzbogenfenster des Kirchenschiffes sind durch zweibahniges Maßwerk unterteilt und weisen verschiedene Passformen auf.

### Inneres
Der Innenraum der Eimersdorfer Kirche ist schlicht gehalten. Das vierteilig ausgeformte Kreuzrippengewölbe ruht im Schiff und im Chorbereich auf Konsolen. Nur an der Chorwand gehen die Gewölberippen in schlanke Runddienste über. Die Kämpfersteine sind mit kleinen Weinblättern verziert, die als Hinweis auf den früheren Weinbau im Niedtal gedeutet werden können.

## Orgel
Bei der Orgel der Kirche handelt es sich um eine Serienorgel Modell D der Firma E. F. Walcker & Cie. (Ludwigsburg), die ca. 1960 gebaut wurde. Das auf einer Empore aufgestellte Schleifladen-Instrument verfügt über 6 Register, verteilt auf ein Manual und Pedal. Die Spiel- und Registertraktur ist mechanisch. Die Disposition lautet wie folgt:
| I Hauptwerk C–f3 |                   |    |
| 1.               | Gedackt B/D       | 8′ |
| 2.               | Prinzipal B/D     | 4′ |
| 3.               | Rohrflöte B/D     | 4′ |
| 4.               | Oktave B/D        | 2′ |
| 5.               | Mixtur II–III B/D |    |

| Pedal C–d1 |        |     |
| 6.         | Subbaß | 16′ |

- Koppeln: I/P

Anmerkungen
B/D = Bass-/Diskantteilung